# Three Sixty
Three Sixty è la prima raccolta del gruppo musicale statunitense A Perfect Circle, pubblicata il 19 novembre 2013 dalla Virgin Records.

## Descrizione
Si tratta di una raccolta contenente brani tratti dai primi quattro album degli A Perfect Circle fatta eccezione per la traccia inedita By and Down. La raccolta è stata anche pubblicata in una versione deluxe comprendente registrazioni tratte dell'esibizione dal vivo del gruppo tenutasi all'anfiteatro di Red Rocks, incluse successivamente nell'album dal vivo A Perfect Circle Live: Featuring Stone and Echo.

## Tracce
Testi e musiche di Billy Howerdel e Maynard James Keenan, eccetto dove indicato.
1. The Hollow – 2:58
2. Judith – 4:04
3. Orestes – 4:45
4. 3 Libras – 3:35
5. Weak and Powerless – 3:11
6. The Noose – 4:54
7. The Outsider – 4:06
8. Blue – 4:09
9. When the Levee Breaks – 5:54
10. Imagine – 4:47 (John Lennon) – originariamente interpretata da John Lennon
11. Counting Bodies like Sheep to the Rhythm of the War Drums – 5:59 (Memphis Minnie, Kansas Joe McCoy) – originariamente interpretata da Memphis Minnie e Kansas Joe McCoy
12. Passive – 4:10 (Billy Howerdel, Maynard James Keenan, Danny Lohner, Trent Reznor)
13. By and Down – 5:33

Edizione deluxe
- CD 1

1. The Hollow – 2:58
2. Rose – 3:24
3. Judith – 4:04
4. Orestes – 4:45
5. 3 Libras – 3:35
6. The Package – 7:40
7. Weak and Powerless – 3:11
8. The Noose – 4:54
9. The Outsider – 4:06
10. Blue – 4:09

- CD 2

1. Imagine – 4:47 (John Lennon) – originariamente interpretata da John Lennon
2. Passive – 4:10 (Billy Howerdel, Maynard James Keenan, Danny Lohner, Trent Reznor)
3. People Are People (Live) – 3:44 (Martin Gore) – originariamente interpretata dai Depeche Mode
4. Counting Bodies like Sheep to the Rhythm of the War Drums – 5:59
5. When the Levee Breaks – 5:54 (Memphis Minnie, Kansas Joe McCoy) – originariamente interpretata da Memphis Minnie e Kansas Joe McCoy
6. By and Down – 5:33
7. 3 Libras (Live) – 6:11
8. Gravity (Live) – 5:10
9. Fiddle and the Drum (Live) – 3:31 (Joni Mitchell) – originariamente interpretata da Joni Mitchell

Edizione Commentary di Spotify
- Edizione standard

1. The Hollow – 1:50
2. Judith – 2:36
3. Orestes – 2:23
4. 3 Libras – 1:37
5. Weak and Powerless – 1:29
6. The Noose – 1:27
7. The Outsider – 1:00
8. Blue – 1:20
9. When the Levee Breaks – 1:19
10. Imagine – 2:01
11. Counting Bodies like Sheep to the Rhythm of the War Drums – 0:46
12. Passive – 0:57
13. By and Down – 1:57

- Edizione deluxe

1. The Hollow – 1:50
2. Rose – 2:12
3. Judith – 2:36
4. Orestes – 2:23
5. 3 Libras – 1:37
6. The Package – 1:04
7. Weak and Powerless – 1:29
8. The Noose – 1:27
9. The Outsider – 1:00
10. Blue – 1:20
11. Imagine – 2:01
12. Passive – 0:57
13. People Are People (Live) – 1:42
14. Counting Bodies like Sheep to the Rhythm of the War Drums – 0:46
15. When the Levee Breaks – 1:19
16. By and Down – 1:57
17. 3 Libras (Live) – 1:32
18. Gravity (Live) – 1:53
19. Fiddle and the Drum (Live) – 0:32

## Formazione
Hanno partecipato alle registrazioni, secondo le note di copertina:
Gruppo
- Maynard James Keenan – voce, riarrangiamento (tracce 9-10), pianoforte (traccia 9), arrangiamento (traccia 11)
- Billy Howerdel – cori (tracce 1-3 e 13), chitarra, basso (tracce 1-3, 8-10), tastiera (tracce 3 e 13), voce (traccia 5-8), riarrangiamento (tracce 9-10), voce aggiuntiva (tracce 10-12)
- Josh Freese – batteria (eccetto tracce 1 e 11)
- Danny Lohner – chitarra (tracce 6 e 12), arrangiamento e strumentazione aggiuntiva (traccia 11), voce aggiuntiva (traccia 11), basso (traccia 12)
- Paz Lenchantin – cori (tracce 2-3), pianoforte (tracce 9, 10 e 12), archi (traccia 10)
- Jeordie White – basso (tracce 5-7)
- Matt McJunkins – basso (traccia 13)
- Jeff Friedl – batteria (traccia 13)

Altri musicisti
- Tim Alexander – batteria (traccia 1)
- Jason Freese – sax tenore e sax baritono (traccia 11)
- Josh Eustis – batteria e Rhodes (traccia 11)

Produzione
- Billy Howerdel – produzione, ingegneria del suono, missaggio (tracce 1-4, 7, 12-13), fotografia
- Alan Moulder – missaggio (tracce 1-4)
- Andy Wallace – missaggio (tracce 5-10 e 12)
- Danny Lohner – produzione aggiuntiva (traccia 6), coproduzione (tracce 10 e 12), missaggio (traccia 11)
- Maynard James Keenan – produzione aggiuntiva (traccia 11), fotografia
- Josh Eustis – missaggio (traccia 11)
- Bob Ludwig – mastering
- Steven R. Gilmore – direzione artistica
- Susan Lavoie – direzione artistica

## Classifiche
| Classifica (2013)          | Posizione massima |
| -------------------------- | ----------------- |
| Regno Unito (rock & metal) | 32                |
| Stati Uniti                | 38                |
| Stati Uniti (alternative)  | 7                 |
| Stati Uniti (rock)         | 13                |